# Imperial (Münze)

Imperial der Kaiserin Elisabeth, 1755

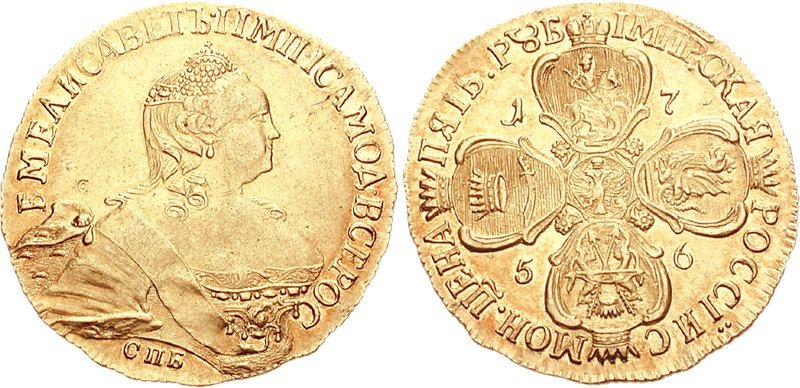
Halbimperial der Kaiserin Elisabeth, 1756

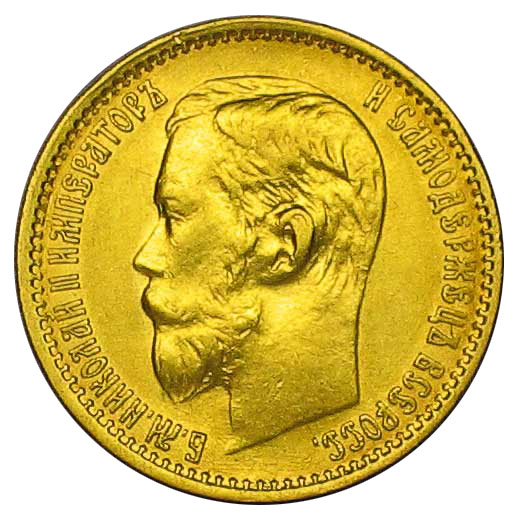
5-Rubel-Goldmünze (Halbimperial) von Zar Nikolaus II.

Der Imperial (Münze) ist eine russische Goldmünze zu 10 Rubel.
Sie wurde zuerst unter Zarin Elisabeth im Jahr 1755 geprägt und zeigt auf der Vorderseite die Büste der Herrscherin und auf der Rückseite ein aus fünf Schilden gebildetes Kreuz mit der Jahreszahl in den Winkeln. Bis ins 19. Jahrhundert wurde der Imperial im Nominalwert zu 5 Rubel als Poluimperial (= „Halbimperial“) bezeichnet und die 10- oder 15-Rubelmünzen nur als Schaumünzen geprägt, die also nicht im Umlauf waren. Unter Zar Nikolaus II. erfolgte ab 1897 die Ausgabe von Halbimperial- und Imperial-Münzen zum Nennwert von 5 bzw. 10 Rubel für den Umlauf der neu eingeführten Goldstandardwährung.